# In the Old Attic
In the Old Attic è un cortometraggio muto del 1914 diretto da Frederick A. Thomson (con il nome Fred Thomson).

## Produzione
Il film fu prodotto dalla Vitagraph Company of America.

## Distribuzione
Distribuito dalla General Film Company, il film - un cortometraggio in una bobina - uscì nelle sale cinematografiche statunitensi il 23 febbraio 1914.